# François Laur
 (août 2016).
François Laur est un écrivain et poète français, né le 9 août 1943 à Luc (Aveyron) et mort le 5 septembre 2016 à Carcassonne (Aude).

## Repères biographiques
François Laur est le douzième enfant d'une famille d'agriculteurs de l'Aveyron. Certains de ses frères aînés, ayant suivi des études de philosophie avant de rentrer dans les ordres, ont contribué à l'éveil de son intérêt pour les livres et la pensée. Après des études à Toulouse, François Laur devient professeur de lettres et s'installe en 1977 avec sa compagne, Françoise Fournié, à Cherbourg. C'est là qu'il va commencer son travail d'écriture.
Son premier ouvrage, Vues à toucher, qui met en regard ses textes avec des photographies, paraît en 1980. C'est le début d'une longue collaboration de François Laur avec des artistes plasticiens. À partir de 1983, la famille quitte la Normandie pour Carcassonne, où il a vécu jusqu'à sa mort.
Il entame dans les années 1990 une collaboration avec un tout jeune éditeur, Michaël Dumont, qui vient de créer les éditions Mihály et publiera deux de ses ouvrages.
C'est avec Rafael de Surtis que démarre ensuite une longue complicité puisque l'éditeur de Cordes-sur-ciel publiera à partir de 1997 dix-huit plaquettes de poèmes et un essai à ce jour.
Christian Nicaise (Ed. L'Instant perpétuel) apprécie le travail du poète : il éditera plusieurs recueils dont Parages des lisières, pour lequel il réalisera lui-même 10 décalcomanies originales aux huiles de couleur, et particulièrement Mal Mer, avec 3 eaux-fortes remarquables de J.G. Gwezenneg.
Les textes de François Laur sont régulièrement lus dans des librairies ou lors de manifestations culturelles. C'est à cette occasion qu'il rencontre en 1995 Fafa Bayle, qui éditera trois de ses ouvrages, aux Éditions Les Verbieuses.
Un hommage lui est rendu en 2013 au Festival international de poésie de Cordes-sur-ciel.

## L’œuvre
C'est par le néologisme « prosèmes » que François Laur désigne ses textes, poèmes dont la prose, tissée de vocables rares, parle de la langue qui cherche à dire le monde, au plus près du réel, y compris le plus humble. Il n'y a pas d'idéalisation dans cette vision des choses, les mots sont la seule matière de son enchantement.[non neutre] Guy Allix y voit une relation avec Le Parti pris des choses de Francis Ponge. Vient à l'esprit l'image du poète / orpailleur, en quête de pépites dans l'esthétique de la langue. L'égard au monde, à la beauté foisonnante de la nature et celle de la mer, multiple et changeante, s'y manifeste dans une interrogation constante de l'acte d'écrire.[non neutre] Pierre Grouix écrit en ce sens : "poète serait celui qui fait attention, autant qu'aux détails du monde, aux détails de langue, et aspire à dire l'un par l'autre."
D'une écriture exigeante, souvent complexe, cette poésie se fait discours amoureux pour célébrer la volupté d'être au monde. Disant l'impermanence des choses, l’œuvre est placée sous l'égide du désir, de la langue et de la femme.[non neutre]
"François Laur avait intitulé une de ses précédentes plaquettes « La vraie vie n’est pas ailleurs » ... [...] Il n’y a pas de transcendance mais seulement le mystère de désirer et de vivre... Reste à lire, à désirer et à vivre." 
Son œuvre est marquée par de nombreuses collaborations avec des plasticiens (dont Jean-Gérard Gwezenneg et Alain Lestié), allant de livres d'artistes à la contribution à plusieurs catalogues d'expositions.

### Poèmes
- Benn Boo (avec Pascale Lefebvre). Mihály, Lille, 1993.
- Via. Mihály, Lille, 1994.
- Configurations (avec Alain Perrier-Doron). Rafael de Surtis, Cherves, 1997.
- Notre étreinte sans pitié (avec Patrick Paicheler, postface d'André Ropert). Rafael de Surtis, Cherves, 1999.
- Parages des lisières (avec Christian Nicaise). L’Instant perpétuel, Rouen, 2000.
- Bord à bord (avec François Bouloré). Rafael de Surtis, Cherves, 2001.
- La vraie vie n’est pas ailleurs. Rafael de Surtis, Cordes sur ciel, 2001.
- Benn Boo. L’Instant perpétuel, Rouen, 2001.
- Dresse. L’Instant perpétuel, Rouen, 2002.
- La nuit remue (avec Alain Perrier-Doron). Rafael de Surtis, Cherves, 2002.
- Ravage de fagots sous un ciel sans rage (avec François Bouloré). Rafael de Surtis, Cordes sur ciel, 2003.
- Pleines sèves pour nos jours. Rafael de Surtis, Cordes sur ciel, 2004.
- Quotidiennes (avec Marianne Frossard). Rafael de Surtis, Cordes sur ciel, 2006.
- Quand luminait le chardon bleu. Rafael de Surtis, Cordes sur ciel, 2007.
- Lieux-dits au féminin pluriel. Rafael de Surtis, Cordes sur ciel, 2010.
- Comme une peau de caravelle. Rafael de Surtis, Cordes sur ciel, 2010.
- L’Arche et la Clé. Rafael de Surtis, Cordes sur ciel, 2011.
- Abécéd(romad)aire, la caravane passe. Les éditions du soir au matin, Merville, 2011.
- Vénus flexueuse. Les Verbieuses, Mailhac, 2011.
- Résonances des sources. Les Verbieuses, Mailhac, 2012.
- Si loin, le temps des cerises ?. Rafael de Surtis, Cordes sur ciel, 2012.
- Au titre de ces jours. Rafael de Surtis, Cordes sur ciel, 2013.
- À chaque aube son vertige. Les Verbieuses, Mailhac, 2015.
- La beauté gifle comme un grain, Rafael de Surtis, Cordes sur Ciel, 2016[9].

### Livres d'artistes
- Vues à toucher (avec Jacques Le Squin). Subervie, Rodez, 1980.
- Œ (avec Jean-Gérard Gwezenneg). Édition d’auteurs, Cherbourg, 1983.
- VIA (avec Jean-Gérard Gwezenneg). OrpailleurR éditions, 1993.
- VIA (avec Michaël Dumont). Mihály, Lille, 1994.
- Livre-Calendrier (avec Pascale Lefebvre). Mihály, Lille, 1995.
- Mal Mer (avec Jean-Gérard Gwezenneg). L’Instant perpétuel, Rouen, 2000.
- Mano a mano 4 (avec Marianne Frossard). Cahiers du Museur, 2005.
- Madrague du presque rien (avec Alain Lestié). Rafael de Surtis, Cordes sur ciel, 2007.
- La treizième revient (avec Alain Lestié). Rafael de Surtis, Cordes sur ciel, 2008.
- Écoute flottante (avec Alain Perrier-Doron). Rafael de Surtis, Cordes sur ciel, 2009.
- Desseins aux lèvres (avec Alain Lestié). Rafael de Surtis, Cordes sur ciel, 2013.

### Essais
- Claude Simon : Le Tissage de la langue, brins de fil pour une lecture de « La Bataille de Pharsale ». Rafael de Surtis, Cordes sur ciel, 2005.
- Le Tissage de la langue chez Claude Simon. Libre d’Arts, Perpignan, 2013.
- "Jean-Gérard Gwezenneg ou l’amour du monde", in Gwezenneg. Isoète, 2013.

### Contributions
- Laur, François. Soupçonnée, in L'encrier renversé, no 16-17.
- 33 courts. Motus, Querqueville, 1990.
- Les Hommes sans épaules, no 20, deuxième semestre 2005[10].
- Anthologie de la poésie maçonnique et symbolique : XVIII, XIX et XXème siècles. Jean-Luc Maxence et Élisabeth Viel, Paris, 2007.
- Plus de nu que nos voix, anthologie poétique. Rafael de Surtis, Cordes sur ciel, 2011.

### Sur François Laur
- Wasselin, Lucien. Fagots de mots (glose de François Laur). Rafael de Surtis, Cordes sur ciel, 2009.
- Grouix, Pierre. François. Rafael de Surtis, Cordes sur ciel, 2013.